# Murphy (Misuri)
Murphy es un lugar designado por el censo ubicado en el condado de Jefferson en el estado estadounidense de Misuri. En el Censo de 2010 tenía una población de 8690 habitantes y una densidad poblacional de 842,6 personas por km².

## Geografía
Murphy se encuentra ubicado en las coordenadas 38°29′31″N 90°29′9″O / 38.49194, -90.48583. Según la Oficina del Censo de los Estados Unidos, Murphy tiene una superficie total de 10.31 km², de la cual 10.21 km² corresponden a tierra firme y (0.95%) 0.1 km² es agua.

## Demografía
Según el censo de 2010, había 8690 personas residiendo en Murphy. La densidad de población era de 842,6 hab./km². De los 8690 habitantes, Murphy estaba compuesto por el 95.27% blancos, el 0.93% eran afroamericanos, el 0.48% eran amerindios, el 0.64% eran asiáticos, el 0.05% eran isleños del Pacífico, el 0.67% eran de otras razas y el 1.96% pertenecían a dos o más razas. Del total de la población el 2.39% eran hispanos o latinos de cualquier raza.